# 프라이엠트 민란
프라이엠트 민란(독일어: Freiämtersturm)은 1830년 12월 스위스 아르가우주에서 일어난 무혈 혁명이었다. 아르가우의 프라이 엠터 지역의 불만족스러운 농민들은 주도 아라우로 행진하여 주 헌법의 변경을 요구했다. 프라이엠트 민란은 1830~31년의 다른 봉기들과 함께 복고기의 끝과 자유 재생기의 시작으로 이어졌다. 재생기 동안의 변화는 1848년 연방국가의 창설로 이어졌다.

## 배경
프라이엠터의 농촌 인구는 정치적으로나 경제적으로 도시의 통제하에 있는 동안 가난하고, 교육을 받지 못했다. 1798년 프랑스가 지배하는 헬베티아 공화국 동안 자유와 평등에 대한 아이디어가 퍼졌다. 도시 시민과 시골 농민을 위한 서로 다른 법률에 대한 중세의 생각은 전복되었다. 그러나 1803년 헬베티아 공화국이 무너지고 앙시앵 레짐과 공화국 사이에 타협을 일으킨 중재법으로 대체되었다. 그 후 몇 년 동안 이 법에 따른 제한된 자유도 훼손되었고, 1813년 나폴레옹이 패배한 후 이 법은 전복되었다. 복원기인 1814년에 시작된 새 헌법은 주 의회에서 농촌 지역의 대표성을 축소했다.
1830년까지 이 지역은 또한 큰 경제적 어려움을 겪고 있었다. 수년간의 성장 끝에 프라이엠터 밀짚 산업은 큰 위기를 겪었다. 많은 노동자들이 경제적 미래를 두려워했다. 여기에 더하여 늦여름의 좋지 않은 수확으로 인해 많은 사람들이 기아 가능성에 대해 걱정했다. 아르가우의 헌법은 그 당시 비교적 자유주의적이었지만, 도시 귀족의 증가하는 권력과 농촌 인구에 대한 감소하는 권력은 프라이엠터의 불안을 더했다. 그런 다음 프랑스의 7월 혁명은 사람들이 성공적으로 정부를 변화시킬 수 있음을 보여주었다.

## 평화적 해결을 위한 시도
요하네스 헤르조그(Johannes Herzog) 주 의장은 엄격한 손으로 주를 통치했다. 그는 주에 있는 거의 모든 그룹의 적을 만들었다. 냉소주의자는 그의 정부 스타일을 암시하면서 그가 아르가우 공국을 세우고 있다고 말했다. 그는 너무 분열적이어서 두 개의 다양한 그룹, 즉 농촌 농부와 교육을 받은 중산층 "자유당"이 함께 합류하여 현 정부에 반대했다. "자유당"은 정부에서 더 많은 발언권과 더 많은 자유를 얻기 위해 주 헌법의 개정을 요구했다. 반면 농민들은 정부가 사치와 족벌주의라고 비난했다. 그리고 높은 세금에 대해 불평했다. 그들은 헌법에 대해 아는 것이 거의 없었고, 오히려 병역 변경이나 도로 건설과 같은 구체적인 것들을 밀어붙였다.
1830년 9월 12일, 두 명의 젊은 학생 요한 피터와 카스파 레온츠 브루키서가 정부에 청원 초안을 작성하는 회의에 참석하기 위해 렌츠부르크로 갔다. 회의에서 외국 교육을 받은 변호사들은 헌법 개정을 고려하기 위해 대평의회를 소집할 것을 촉구했다. 회의가 진행됨에 따라 운동은 보다 공격적인 접근 방식을 발전시켰고, 점점 더 많은 대표자들이 무장 혁명을 요구했다.
요한 하인리히 피셔는 부유한 시골 상류층에 속했으며, 메렌슈반트의 춤 슈바넨 가스트호프에서 여관주인이었다. 그는 브루키서 형제의 친구이자 대평의회 의원이었다. 1830년 11월 26일 대평의회 회의에서 그는 프라이엠트의 폭발적인 분위기에 대한 열정적인 연설을 시작했다. 의장이 연설을 중단하자 피셔는 발을 구르며 방을 나서며, "국민들이 원하는 것을 보여줄 것이다!"라고 외쳤다고 한다.

## 봉기
1830년 12월 4일, 볼렌의 슈테르넨 가스트호프에서 피셔와 브루키서를 포함한 몇몇 저명한 프라이엠터가 상황을 논의하기 위해 만났다. 피셔는 정치적 교착 상태를 깨기 위해 민병대를 조직해야 한다고 주장했다. 그러나 참석한 사람들의 대다수는 변화를 위한 다른 법적 방법을 추구하기를 원했기 때문에 이를 거부했다. 메렌슈반트에서 피셔는 성난 시골 주민들을 만났다. 그들은 즉각적인 변화를 요구했다. 전투에 대해 거의 만장일치로 결정한 후 그는 주변 지역 사회에 전령을 보냈다. 민병대는 12월 6일에 집결할 예정이었다.
12월 5일 아침, 프라이암트 상류 전역에서 민병대를 불러내는 경보종이 울렸다. 피셔는 볼렌의 집회가 그의 계획을 따르도록 강요하기를 희망했다. 그날 저녁 그는 춤 슈테르넨 여관을 임시 군사 본부로 삼고 다음 날 아침 민병대가 집결하기를 기다렸다.
12월 6일 아침, 약 6,000명의 병사들이 볼렌과 빌메르겐 사이의 넓은 들판에 모였다. 그들은 신속하게 중대와 대대로 나뉘었다. 군대의 수장은 약 2,000명의 제복을 입고 잘 무장한 병사들로 최근 프랑스에서 용병으로 복귀했다. 그들의 빨간 제복 때문에 그들은 로트뢱클러 또는 ‘붉은 코트’라고 불렸다. 나머지 군대는 군사 훈련을 받지 않은 단순한 농부들로 구성되어 있었다. 피셔, 브루키서 형제 및 기타 지도자들은 불같은 연설을 하고 군대에 훈련을 촉구했다. 그들은 불필요한 유혈사태를 방지해야 한다고 명령했다.
피셔는 젠겐에 파견대를 파견한 다음 선(Seon)과 그레니헨에 파견했으며, 그는 본체를 렌츠부르크로 이끌었다. 군대의 규율과 폭력의 부족은 양측 모두 감탄했다. 너무 늦게 당국이 대응하여 군대에 민병대를 진압하도록 명령했다. 그러나 정부군의 사기는 좋지 않았고, 대부분의 부대는 이동하지 않거나 버려졌다. 예를 들어, 자우어란트 중위는 12월 5일 저녁에 프릭탈의 병사 250명을 퀴티겐에 주둔시켰다. 다음날 아침 그는 자신에게 남은 병사가 50명뿐이라는 것을 알게 되었다. 중대 전체가 저항세력에 대한 연대를 표명하고, 충돌없이 그냥 지나가도록 내버려 두었다.
상황은 렌츠부르크에서 더욱 위험해졌으며, 약 100명의 정부군이 민병대에 저항하기 위해 결성하고 총을 제 위치에 배치했다. 프라이엠터 민병대는 거친 전투 함성을 지르며 민병대를 향해 달려갔고, 정부군은 총을 쏘지 않고 부서져 도망쳤다. 오후 6시가 되자 민병대가 아라우에 진입했고, 정부군 사령관은 아무런 저항없이 항복했다.
민병대가 정부 청사를 포위했고, 정부는 봉기의 종식을 재빨리 협상했다. 그들은 헌법의 전면 개정과 프라이엠터 민병대의 다른 모든 요구 사항에 동의했다.
피셔는 승리를 거두고 프라이엠터로 돌아왔다. 무리 수도원은 그를 기리기 위해 기념패를 설치했다. 고향 메렌슈반트에서 그는 자유의 나무와 개선문을 만났다.

## 프라이엠터 폭동의 여파
정부가 무너지지는 않았지만, 민중은 힘을 보탰다. 현재 ‘피셔 장군’이라고 불리는 하인리히 피셔는 1831년에 발효된 새 헌법을 준비한 평의회를 주재했다. 그러나 프라이엠터의 요구는 빠르게 무시되었다. 승리의 기쁨은 곧 쓰라린 실망으로 바뀌었다. “장군” 피셔의 미래 생활은 지루했다. 그는 메렌슈반트 사람들과 그의 가족과 사이가 나빠졌다. 1835년 그는 렌츠부르크로 이사했다. 1861년에 그는 딸을 방문할 준비를 하고 있었지만 도착하지 않았다. 그에게 무슨 일이 일어났는지는 아직 알려지지 않았다. 두 브루키서 형제는 연방 타크자충에서 대법원장, 대평의회 의원, 주 대표로 경력을 쌓았다.
1830년의 프라이엠트 민란과 1830-31년의 다른 회의는 구스위스 연방에 중대한 영향을 미쳤다. 이 집회 이후에 일어난 정치 개혁은 복원으로 알려진 기간을 끝내고, 1848년 헌법과 스위스 연방의 창설로 이어진 재생 기간으로 이어졌다.